# Dynamic Duets
Dynamic Duets is de zevende aflevering van het vierde seizoen van de Amerikaanse televisieserie Glee, de 73e aflevering van alle vier seizoenen. In de Verenigde Staten werd de aflevering voor het eerst uitgezonden op 22 november 2012. De aflevering werd geschreven en geregisseerd door Ian Brennan.

## Verhaallijn
De New Directions nationals trofee is gestolen door Hunter Clarington (Nolan Gerard Funk), de nieuwe aanvoerder van de Dalton Academy Warblers. Blaine Anderson (Darren Criss) gaat naar de Dalton Academy om hem terug te halen. Hunter en Sebastian Smythe (Grant Gustin) proberen hem over te halen om terug naar de Warblers te komen. Voorlopig Glee-club leider Finn Hudson (Cory Monteith) heeft moeite om de New Directions te overtuigen van zijn leiderschap en laat zich inspireren door de McKinley High's superhelden club. Er is een romantische spanning tussen Marley Rose (Melissa Benoist), Jake Puckerman (Jacob Artist) en Ryder Lynn (Blake Jenner). Kitty Wilde (Becca Tobin) probeert Marley te overtuigen dat ze gewicht aan het verliezen is. Ryder blijkt dyslectisch te zijn.

## Muziek
- "Dark Side"
- "Superman"
- "Holding Out for a Hero"
- "Heroes"
- "Some Nights"